# Wydział Architektury Politechniki Wrocławskiej

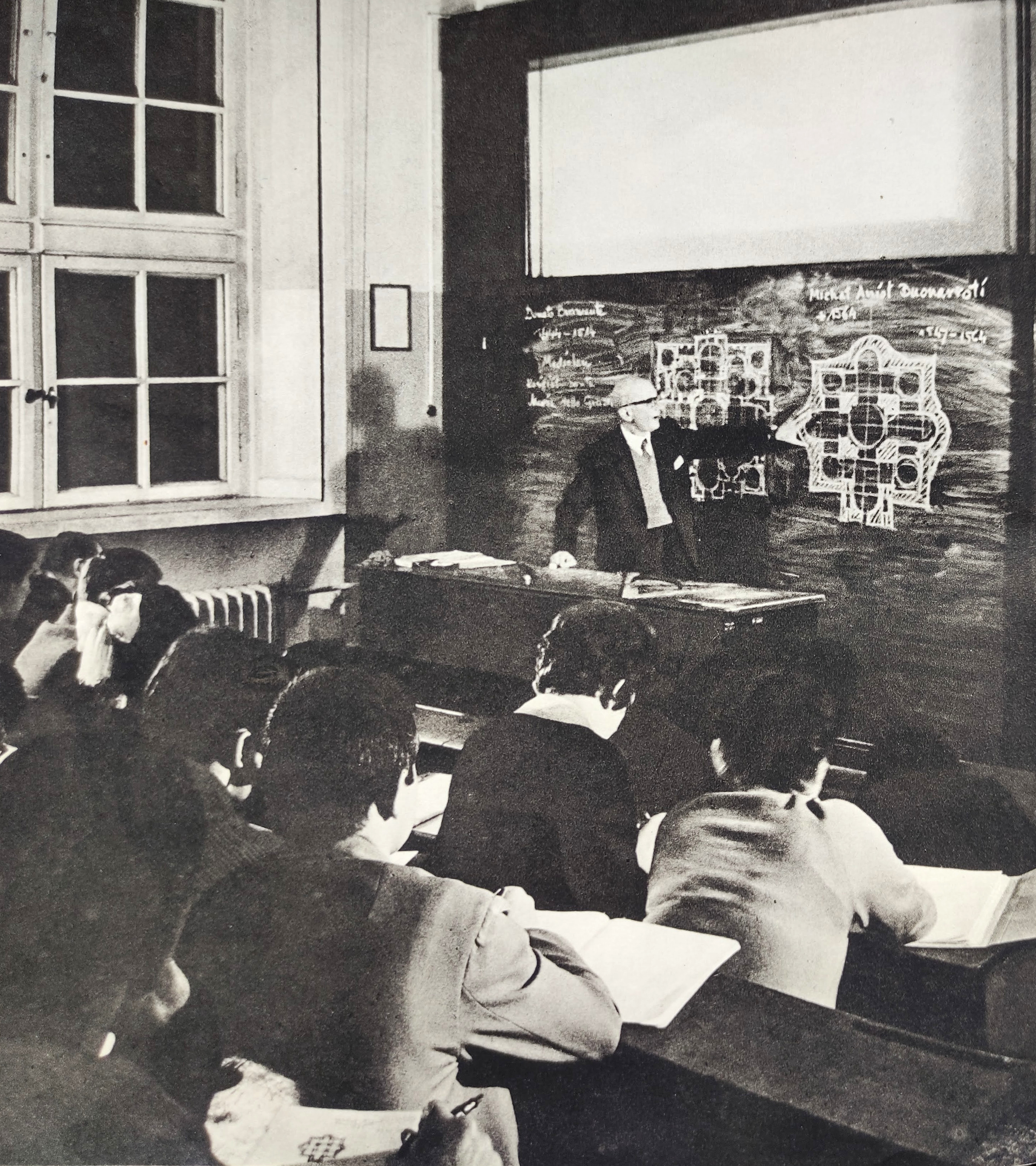
Lata 60., wykład Tadeusza Broniewskiego

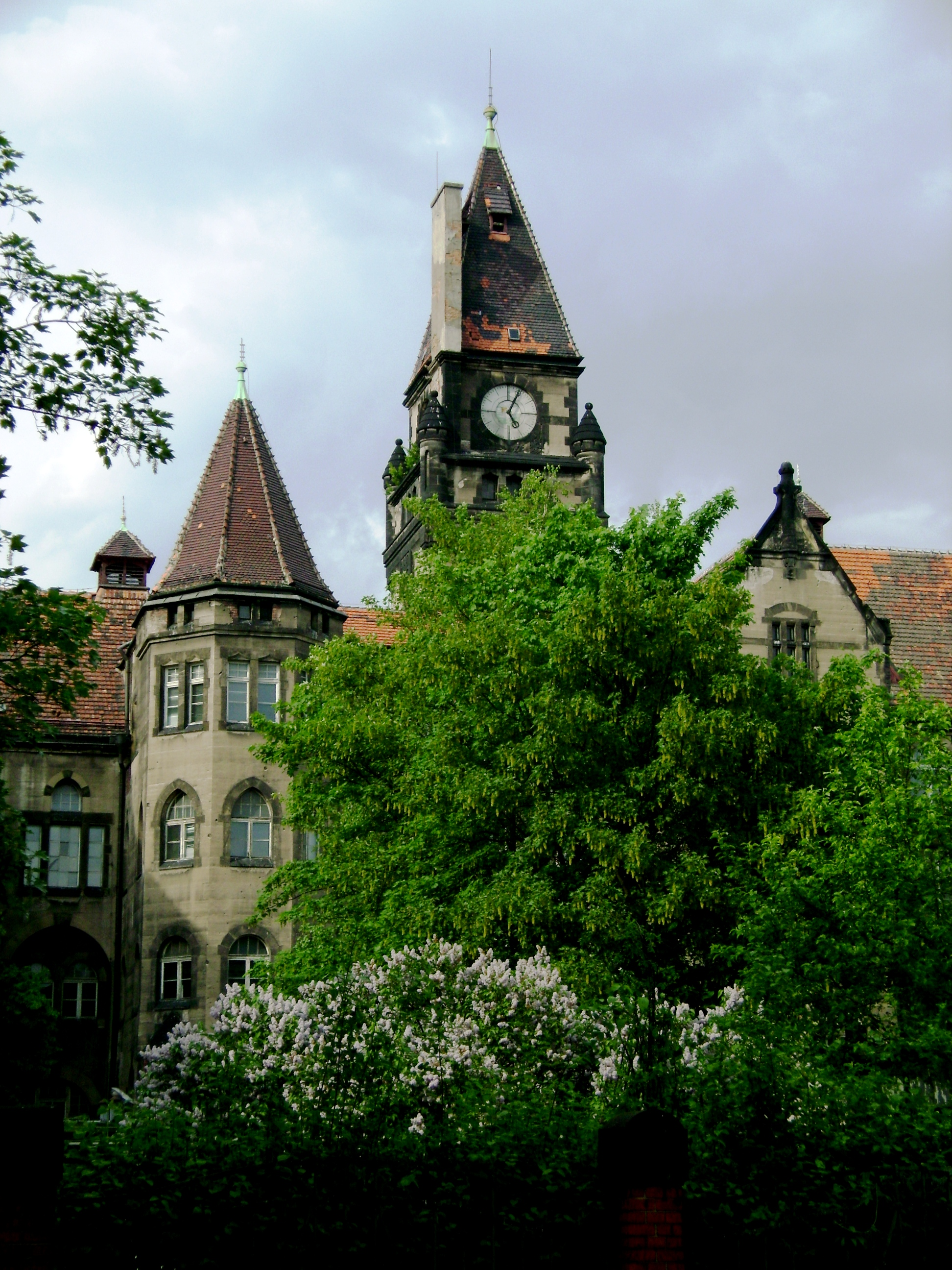
Wydział Architektury wiosną.

Wydział Architektury (W-1) Politechniki Wrocławskiej – jednostka naukowo-dydaktyczna (jeden z 13 wydziałów) Politechniki Wrocławskiej, która powstała w 1949. Działalność naukowo-dydaktyczna w dziedzinie architektury została zapoczątkowana już w 1945 roku  w ramach Wydziału Budownictwa. Katedry uruchomione na tym wydziale w 1946 roku zostały połączone w dwa oddziały: Architektury oraz Inżynierii Lądowej. 1 września 1949 Oddział Architektury został przekształcony w samodzielny Wydział Architektury. Według Ministerstwa Nauki i Szkolnictwa Wyższego wydział posiada kategorię "A".
Wydział zatrudnia 131 nauczycieli akademickich, w tym:

6 z tytułem naukowym profesora

30 ze stopniem naukowym doktora habilitowanego

87 ze stopniem naukowym doktora

## Struktura Wydziału
- Katedra Architektury i Sztuk Wizualnych - W1/K01
- Katedra Architektury Użyteczności Publicznej, Podstaw Projektowania i Kształtowania Środowiska - W1/K02
- Katedra Historii Architektury, Sztuki i Techniki - W1/K03
- Katedra Konserwacji Architektury i Rewaloryzacji Krajobrazu Kulturowego - W1/K04
- Katedra Projektowania Architektoniczno-Konstrukcyjnego - W1/K05
- Katedra Urbanistyki i Gospodarki Przestrzennej - W1/K08

## Władze Wydziału
- Dziekan prof. dr hab. inż. arch. Barbara Gronostajska
- Prodziekan ds. kształcenia dr inż. arch. Roman Czajka, prof. uczelni
- Prodziekan ds. ogólnych i społecznych dr hab. inż. arch. Łukasz Wojciechowski, prof. uczelni
- Prodziekan ds. badań i współpracy międzynarodowej dr hab. inż. arch. Joanna Jabłońska, prof. uczelni
- Prodziekan ds. studenckich i współpracy z otoczeniem dr inż. Wawrzyniec Zipser, prof. uczelni